# Neobrownliella
Neobrownliella is een geslacht van korstmossen behorend tot de familie Teloschistaceae. De typesoort is Neobrownliella brownlieae.

## Geslachten
Volgens Index Fungorum telt het geslacht vijf soorten (peildatum november 2021):
| Soortnaam                   | Auteur(s)                                                               | Publicatiejaar |
| --------------------------- | ----------------------------------------------------------------------- | -------------- |
| Neobrownliella brownlieae   | (S.Y. Kondr., Elix & Kärnefelt) S.Y. Kondr., Elix, Kärnefelt & A. Thell | 2015           |
| Neobrownliella cinnabarina  | (Ach.) S.Y. Kondr., Upreti & A. Thell                                   | 2020           |
| Neobrownliella holochracea  | (Nyl.) S.Y. Kondr., Upreti & A. Thell                                   | 2020           |
| Neobrownliella montisfracti | (S.Y. Kondr. & Kärnefelt) S.Y. Kondr., Elix, Kärnefelt & A. Thell       | 2015           |
| Neobrownliella salyangensis | S.Y. Kondr. & Hur                                                       | 2020           |